# Карабантес, Хосе де
Хосе де Карабантес (исп. José de Carabantes или Caravantes, имя при рождении Хосе Веласкес Фреснеда, исп. José Velázquez Fresneda; 27 июня 1628 — 11 апреля 1694) — испанский миссионер ордена капуцинов.
Изучал богословие в Сарагосе, Уэске, Калатаюде. Рукоположён в 1652 г. В 1657—1666 г. служил в Венесуэле, где много сделал для распространения христианства среди индейцев.
Основные труды Карабантеса предназначены в помощь миссионерам, отправлявшимся в Латинскую Америку: «Ars addicendi atque docendi idiomata pro missionaris ad conversionem Indorum abeuntibus», с приложением «Lexicon seu vocabularium» и «Practica de missiones» (Лион, 1674, и Мадрид, 1678); «Prácticas dominicales y lecciones doctrinales de las cosas más esenciales sobre los Evangelios de las dominicas de todo el año» (Мадрид, 1686—1687) и др.